# Hollstraße (Güstrow)

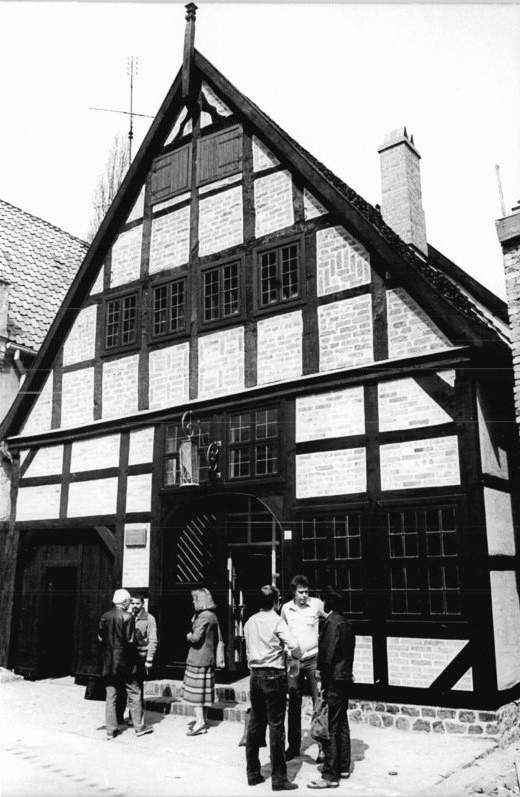
Nr. 6: Kersting-Geburtshaus, 1985, das Haus war noch weiß

Die Hollstraße ist eine Straße in der östlichen Altstadt von Güstrow. Sie führt in West-Ost-Richtung vom Marktplatz bis zur Langen Straße.
In der Straße befindet sich das Geburtshaus des Malers Georg Friedrich Kersting.

## Nebenstraßen

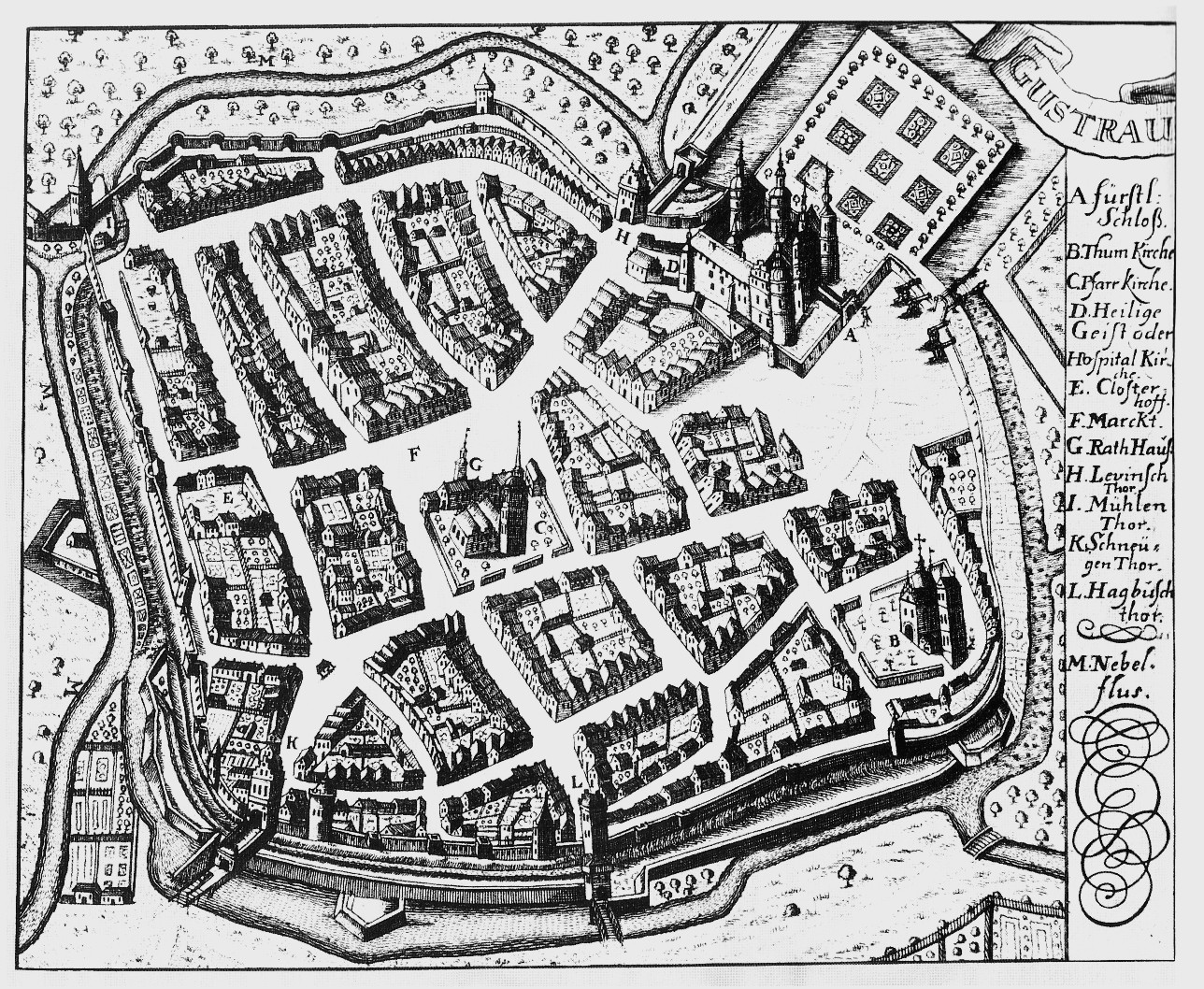
Güstrow 1706

Die Nebenstraßen und Anschlussstraßen wurden benannt als Markt nach dem mittelalterlichen Marktplatz, Gleviner Straße nach dem nicht erhaltenen slawischen Dorf Glevin an der Chaussee Richtung Neubrandenburg, Lange Straße auf Grund ihrer im Mittelalter empfundenen Länge und die kleine Straße Kattrepel nach der katt als Katze und repel so viel wie sich drehen oder auch Seil.

## Geschichte

### Name
Der Name weist auf die Ansiedlung von Holsteinern (Tischler, Schmiede, Böttcher und Schuhmacher) im Rahmen der deutschen Ostbesiedlung im Mittelalter hin.
Um 1508 hieß sie noch Holsten Straate.

### Entwicklung
Güstrow besteht seit etwa 1100 und war von 1229 bis 1436 sowie von 1556 bis 1695 Residenzstadt. Die slawische Burg und Schloss Güstrow prägten den Ort. Nach dem großen Stadtbrand von 1503 wurden viele Häuser neu erbaut.

Die Straße gehört zu den ältesten Straßen der Stadt.
Bis 1990 verschlechterte sich die Bausubstanz, verbunden mit zunehmendem Leerstand. Ab 1991 wurde die historische Altstadt als früheres Nationales Flächendenkmal und nun Modellstadt der Städtebauförderung saniert und so auch die Straße und viele Häuser. Eine Reihe von Gebäuden wurden abgerissen und eine größere Baulücke entstand.

## Gebäude, Anlagen (Auswahl)

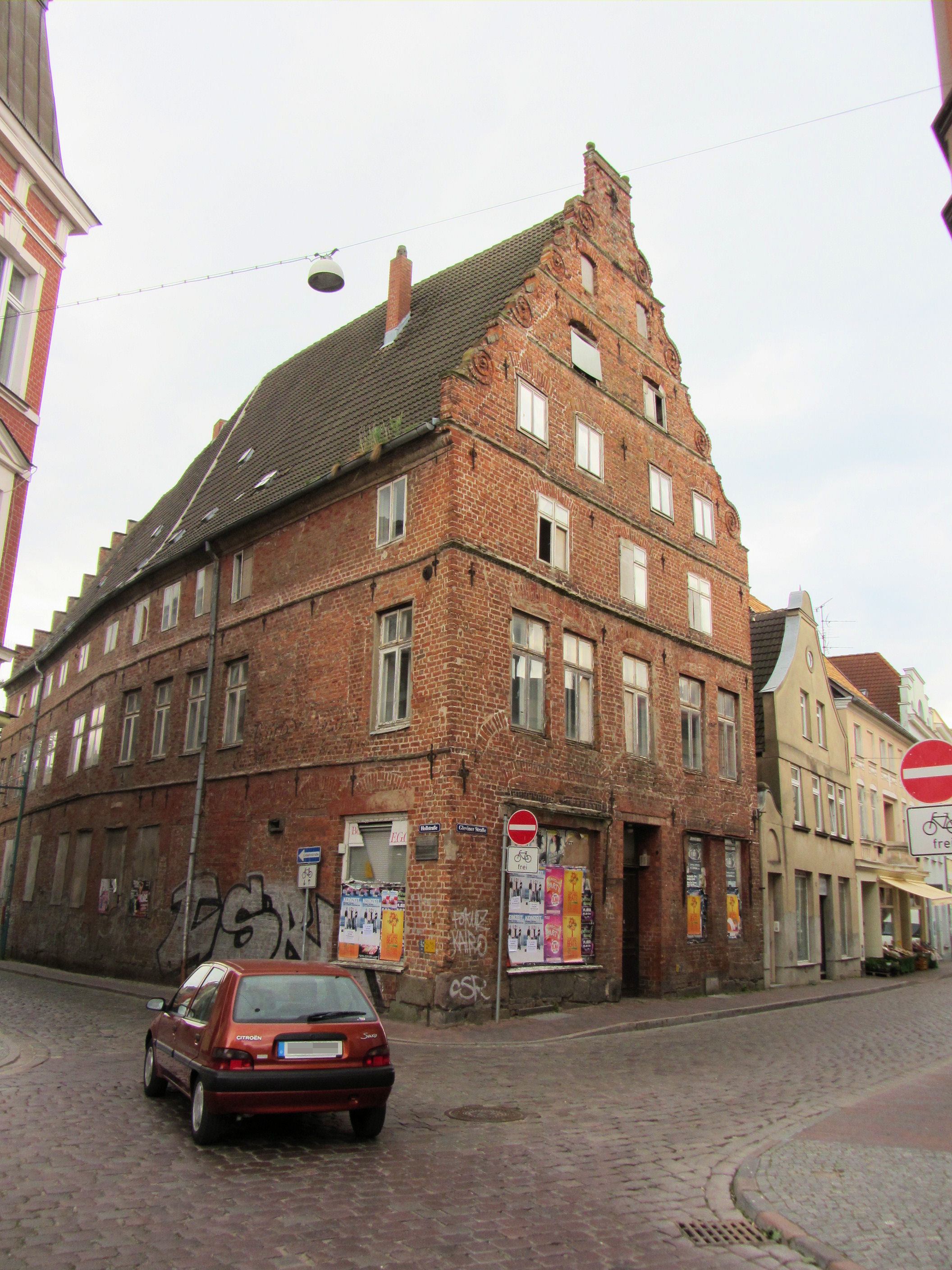
Gleviner Straße Nr. 1 und links die Hollstraße

An der Straße stehen zumeist zweigeschossige Häuser. Die mit (D) gekennzeichneten Häuser stehen unter Denkmalschutz.
Nordseite
- Markt Nr. 18, Ecke Hollstraße: 3-gesch. Wohn- und Geschäftshaus (D)
- Nr. 3: 3-gesch. traufständiges Wohnhaus, 2-gesch. Fachwerkgebäude des 17. Jh., 1896 Umbau und Aufstockung, 2-gesch. Seitenflügel vom Ende des 19. Jh., alles unsaniert
- Nr. 4: Baulücke bzw. Zufahrt
- Nr. 5: 2-gesch. rotes Wohn- und Geschäftshaus (D) mit Renaissancegiebel des frühen 17. Jh. und mit hausbreiten Fachwerk-Kemladen des 18. Jh., Umbauten im 19. Jh., in den 1990er Jahren saniert
- Nr. 6: 2-gesch. Wohnhaus von 1530 (D), Geburtshaus vom Maler Georg Friedrich Kersting (1785–1847), eines der ältesten Häuser der Stadt, Fachwerkhaus mit Ausfachungen aus Backstein, aufwändige Restaurierung in den 1980er Jahren, 1985 bis 1994 Kersting-Museum, erneut saniert mit nunmehr steinsichtiger Fassade[3]
- Nr. 7: 2-gesch. Wohnhaus als Rekonstruktion aus den 1980er Jahren, nach 2015 saniert
- Nr. 8: 2-gesch. rotes Wohnhaus mit Zwerchgiebel als Rekonstruktion aus den 1980er Jahren, nach 2015 saniert, heute mit Kanzlei
- Nr. 9: 2-gesch. Wohnhaus mit Dachhaus als Rekonstruktion aus den 1980er Jahren, nach 2015 saniert
- Nr. 10: Baulücke seit den 1980er Jahren
- Nr. 11: Baulücke, ehem. 2-gesch. Wohnhaus aus der Renaissance (D), 1998 Abbruch
- Nr. 11a: Baulücke, ehem. 3-gesch. Werkstatt der Bäckerei Mühlenstraße 53, dann Druckerei, um 1995 Leerstand, 2018 Abbruch
- Nr. 13: 2-gesch. Wohnhaus (D), in den 1990er Jahren saniert
- Nr. 14: 2-gesch. giebelständiges verklinkertes Wohnhaus (D) mit Fachwerkelementen, saniert
- Nr. 17: 2-gesch. Wohn- und Geschäftshaus (D)

Südseite
- Lange Straße Nr. 43, Ecke Hollstraße: 3-gesch. saniertes Wohnhaus (D)
- Nr. 18: 3-gesch. Wohnhaus aus den 1900er Jahren mit Mezzaningeschoss, in den 1990er Jahren saniert
- Nr. 20: 3- und 2-gesch. Seniorenzentrum Viertes Viertel des DRK KV Güstrow mit Pflegeheim, 30 Seniorenwohnungen und Begegnungsstätte
- Baulücke  
  - Nr. 29: Früher eine 1938 zerstörte jüdische Ledergroßhandlung und Schuhfabrik
- Nr. 30 und Gleviner Straße Nr. 1, Ecke Markt: 3-gesch. Wohnhaus von um 1620 aus der Hochrenaissance (D), 3-gesch. Schaugiebel mit geradem Abschluss sowie einfacher Treppengiebel an der Hollstraße, Kurfürst und König August der Starke (1670–1733) nächtigte hier 1712 zu Waffenstillstandsverhandlungen im Großen Nordischen Krieg, 2018 saniert